# Gerhard Watzke
Gerhard „Gert“ Otto Watzke (* 24. September 1922 in Klagenfurt; † 12. Juni 2021 in Ebenthal in Kärnten) war ein österreichischer Ruderer.

## Biografie
Gerhard Watzke wurde am 24. September 1922 als Sohn des Tierarztes Franz Karl Watzke (* 28. Jänner 1891 in Odrau, Herzogtum Troppau) und dessen Ehefrau Margaretha (geborene Elger; * 6. März 1893 in Wien) in Klagenfurt geboren und am 15. Oktober 1922 auf den Namen Gerhard Otto getauft. Am 4. Juni 1933 wurde er in Klagenfurt gefirmt, trat am 26. Jänner 1939 aus der katholischen Kirche aus und etwas über 20 Jahre später, kurz vor seiner zweiten Ehelichung, am 21. August 1959 in Klagenfurt-St. Martin wieder in die Kirche ein.
Als Kind war er unter anderem beim Klagenfurter Turnverein aktiv und vertrat diese nicht nur bei Turnsportarten, sondern auch bei Schwimmmeisterschaften.
Zusammen mit seinem Bruder Kurt trat er nicht nur bei österreichischen Meisterschaften in Erscheinung, sondern war auch bei internationalen Wettkämpfen im Einsatz.
Gerhard Watzke gewann zusammen mit seinem Bruder Kurt bei den Europameisterschaften 1947 Silber im Zweier ohne Steuermann. Bei den Olympischen Spielen 1948 startete das Brüder-Duo in der Zweier-ohne-Steuermann-Regatta, schied allerdings im Halbfinale aus. Im Jahr nach den Olympischen Spielen wurde der mehrfache österreichische Meister Gerhard Watzke, der dem Ruderverein Nautilus Klagenfurt 1878 angehörte, an der Tierärztlichen Hochschule Wien zum Doktor promoviert.
Am 12. Juni 2021 starb der pensionierte Tierarzt im Alter von 98 Jahren in Ebenthal in Kärnten.

## Familie
Am 29. Dezember 1951 heiratete Watzke in erster Ehe; am 27. August 1956 in zweiter Ehe.